# Ferrovia Taranto-Brindisi
La ferrovia Taranto-Brindisi è una linea ferroviaria pugliese che unisce il versante ionico della regione, partendo da Taranto, con quello adriatico, a Brindisi. I principali centri toccati sono Mesagne, Latiano, Oria, Francavilla Fontana e Grottaglie.
La ferrovia è a binario unico ed elettrificata. I treni sono tutti classificati come regionali e le loro corse sono limitate tra i due capolinea, eccetto sei InterCity, di cui due notturni, che collegano Taranto, Francavilla Fontana e Brindisi a Lecce, Reggio Calabria e Milano.
I nodi di interscambio con altre linee sono nelle stazioni di Brindisi, Francavilla Fontana e Taranto. 
La linea è talora considerata come una tratta della ferrovia Potenza-Brindisi.
Nel luglio 2025, sulla tratta tra Mesagne, Latiano e Oria, è stato attivato un nuovo apparato centrale computerizzato (ACC) per il potenziamento tecnologico del controllo della circolazione ferroviaria, nell'ambito degli interventi di ammodernamento della linea.

## Storia
| Tratta           | Inaugurazione    |
| ---------------- | ---------------- |
| Taranto-Latiano  | 6 gennaio 1886   |
| Latiano-Mesagne  | 25 agosto 1886   |
| Mesagne-Brindisi | 30 dicembre 1886 |

## Percorso

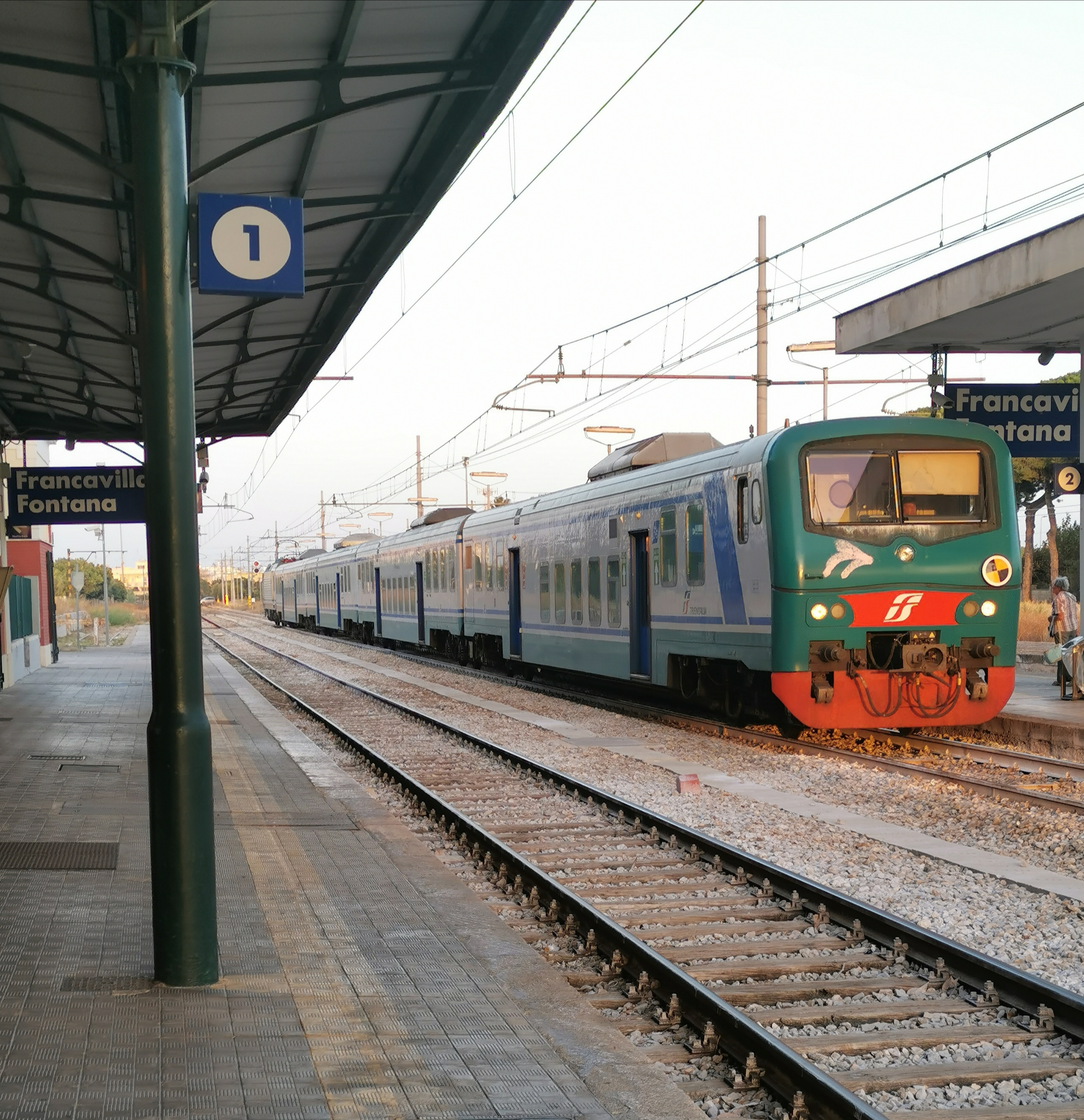
Uno dei vecchi treni in composizione con carrozze PR e locomotiva FS E.464, presso la stazione di Francavilla Fontana. Queste composizioni, ormai dismesse, sono state sostituite dai nuovi treni Pop.

| Continuation backward |

| Unknown route-map component "BHFSPLa" |

| Unknown route-map component "vSTR-HST" |

| Unknown route-map component "CONTgq" | Unknown route-map component "vSTRr-SHI1r" |  |

| Stop on track |

| Station on track |

| Station on track |

| Station on track |

|  | Unknown route-map component "ABZg+l" | Unknown route-map component "CONTfq" |

| Station on track |

| Unknown route-map component "CONTgq" | Unknown route-map component "ABZgr" |  |

| Station on track |

| Station on track |

| Station on track |

| Station on track |

| Unknown route-map component "CONTgq" | Unknown route-map component "ABZg+r" |  |

| Station on track |

| Non-passenger station/depot on track |

| Unknown route-map component "CONTgq" | Unknown route-map component "ABZqlr" | Unknown route-map component "CONTfq" |

### Esplicative
1. ↑  Ufficialmente la linea è denominata da RFI "Potenza-Brindisi"; in questa ed altre voci, coerentemente con la prassi di it.wiki, si utilizza la denominazione storica di "Taranto-Brindisi" in uso all'epoca dell'apertura della linea.

### Bibliografiche
1. ↑  Rete Ferroviaria Italiana, Fascicolo Linea 135.
2. ↑  "Potenziamento tecnologico sulla tratta Mesagne–Latiano–Oria della rete ferroviaria", PugliaSera, 26 luglio 2025.
3. ↑  Prospetto cronologico dei tratti di ferrovia aperti all'esercizio dal 1839 al 31 dicembre 1926
4. ↑  Rete Mediterranea, Ordine di Servizio n. 182, 1886
5. 1 2  Rete Ferroviaria Italiana, Circolare territoriale BA 7/2016
6. ↑  Ferrovie dello Stato, Ordine di Servizio n. 46, 1916